# Nockebyhov
Nockebyhov est un quartier du district de Bromma à Stockholm en Suède,.

## Description
Nockebyhov est un quartier de Västerort. 
Nockebyhov est situé au nord-ouest du quartier de Nockeby et s'étend d'Ängbybadet à l'ouest jusqu'à Drottningholmsvägen et Nockebybron au sud et jusqu'au quartier d'Åkeshov au nord-est. 
Nockebyhov comprend la plus grande partie du lac Judarn et la réserve naturelle de Judarskogen (sv). 
Les bâtiments sont mixtes et se composent de maisons unifamiliales des années 1930 ainsi que de maisons mitoyennes de l'après-guerre.

## Constructions
Nockebyhov a été construit sur la partie sud de l'ancienne propriété de la ferme Åkeshov, acquise par la ville de Stockholm en 1904. Le bâtiment de la ferme, Lugnet, du XVIIIème ou peut-être du XVIIème siècle, est aujourd'hui le bâtiment le plus ancien du quartier. Le nom Nockebyhov, ou Stora et Lilla Nockebyhov, est apparu pour la première fois au début du XXème siècle.
En compensation d'un terrain de la rue Birger Jarlsgatan, l'Ordre des Charpentiers a reçu de la ville de Stockholm une superficie de terrain qui correspondait à la majeure partie de l'actuel Nockebyhov. 
En 1913, l'Ordre y fit construire une nouvelle maison de retraite appelée Nya Eriksberg.
Hormis quelques villas d'été plus anciennes, Nockebyhov était alors presque inhabitée. 
En 1935, la ville rachète la plupart des terrains de Timmermansorden pour y bâtir de futurs logements. 
En 1939, un premier plan d'urbanisme avec uniquement un développement résidentiel est établi, mais le début des travaux est retardé en raison du déclenchement de la Seconde Guerre mondiale. 
Entre la colline de Nockeby et Södra Ängby, la construction de bâtiments résidentiels a commencé en 1948-1949. Avant cela, en 1946-1947, quelques villas avaient été construites dans les bas-fonds. Un nouveau plan d'urbanisme avec une exploitation plus élevée fut adopté en 1949. La construction d'une maison de retraite dans la zone commença en 1951. Vers 1954, la construction du quartier de Nockebyhov fut considérée comme achevée.
Trois zones, composées de la zone des maisons mitoyennes de Rastvägen, de la zone des maisons mitoyennes de Mälarblick et de la maison de retraite Nockebyhus, sont marquées en bleu par le musée municipal de Stockholm, ce qui signifie « que le bâtiment est considéré comme ayant des valeurs culturelles et historiques particulièrement élevées »,.
Depuis le 1er février 2014, Bromma Folkhögskola est située à Åkeshovsvägen 29 à Nockebyhov. Actuellement (2018), une planification est en cours pour une densification du développement de Nockebyhov sous la forme d'une vingtaine de maisons de ville à Tyska Bottens väg.

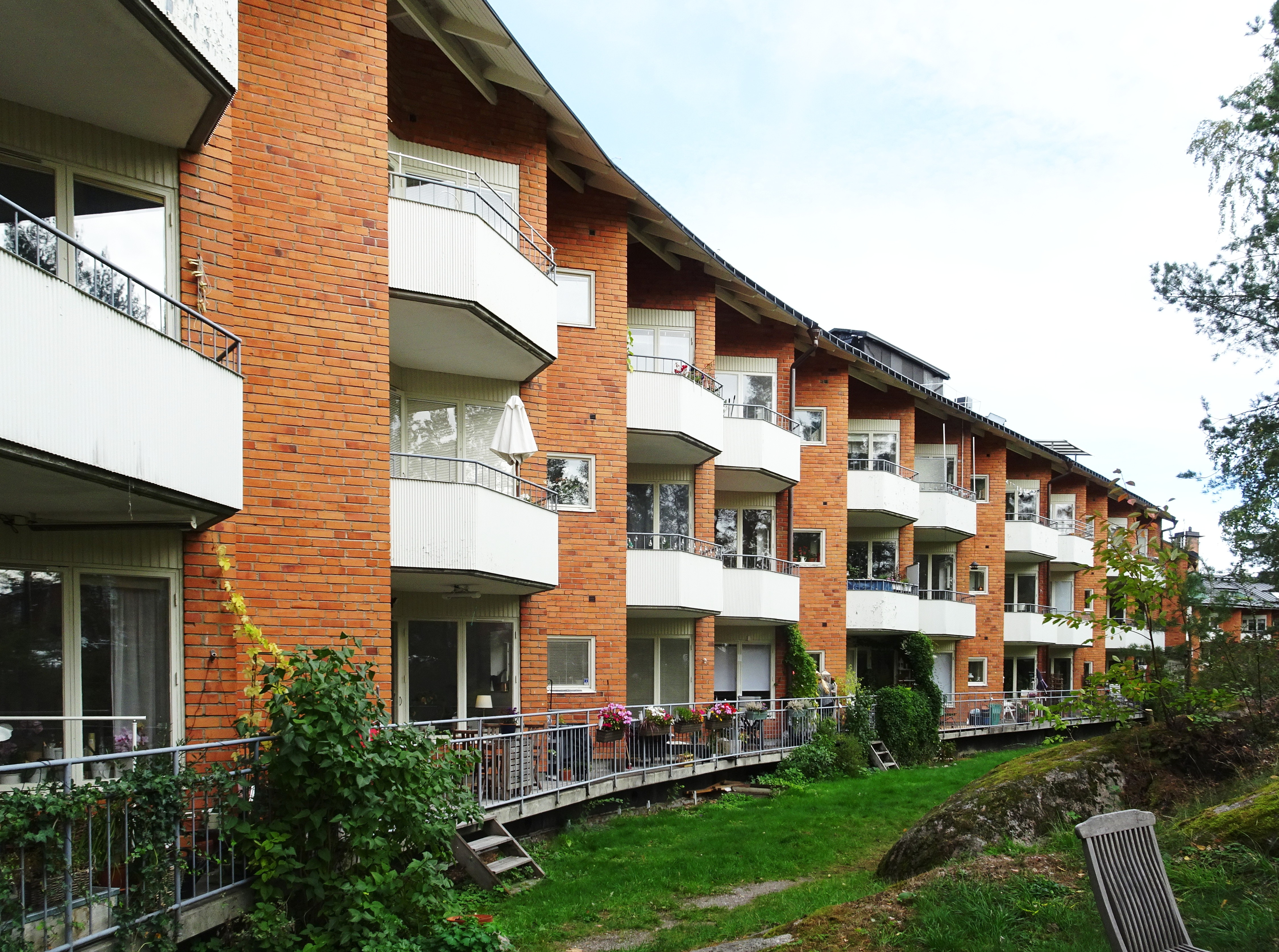
Nockeby familjehotell.
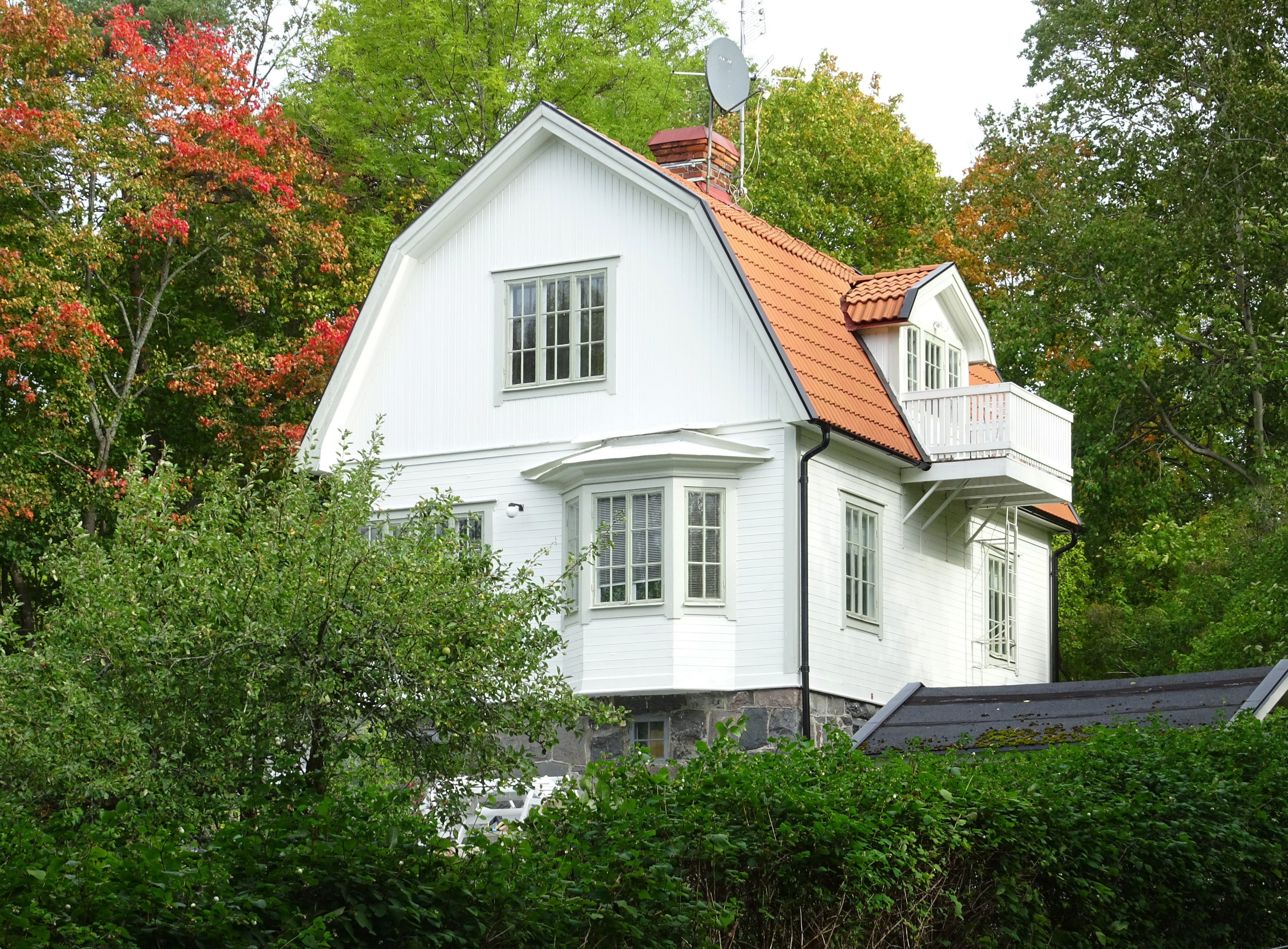
Wreneska villan, 1914.
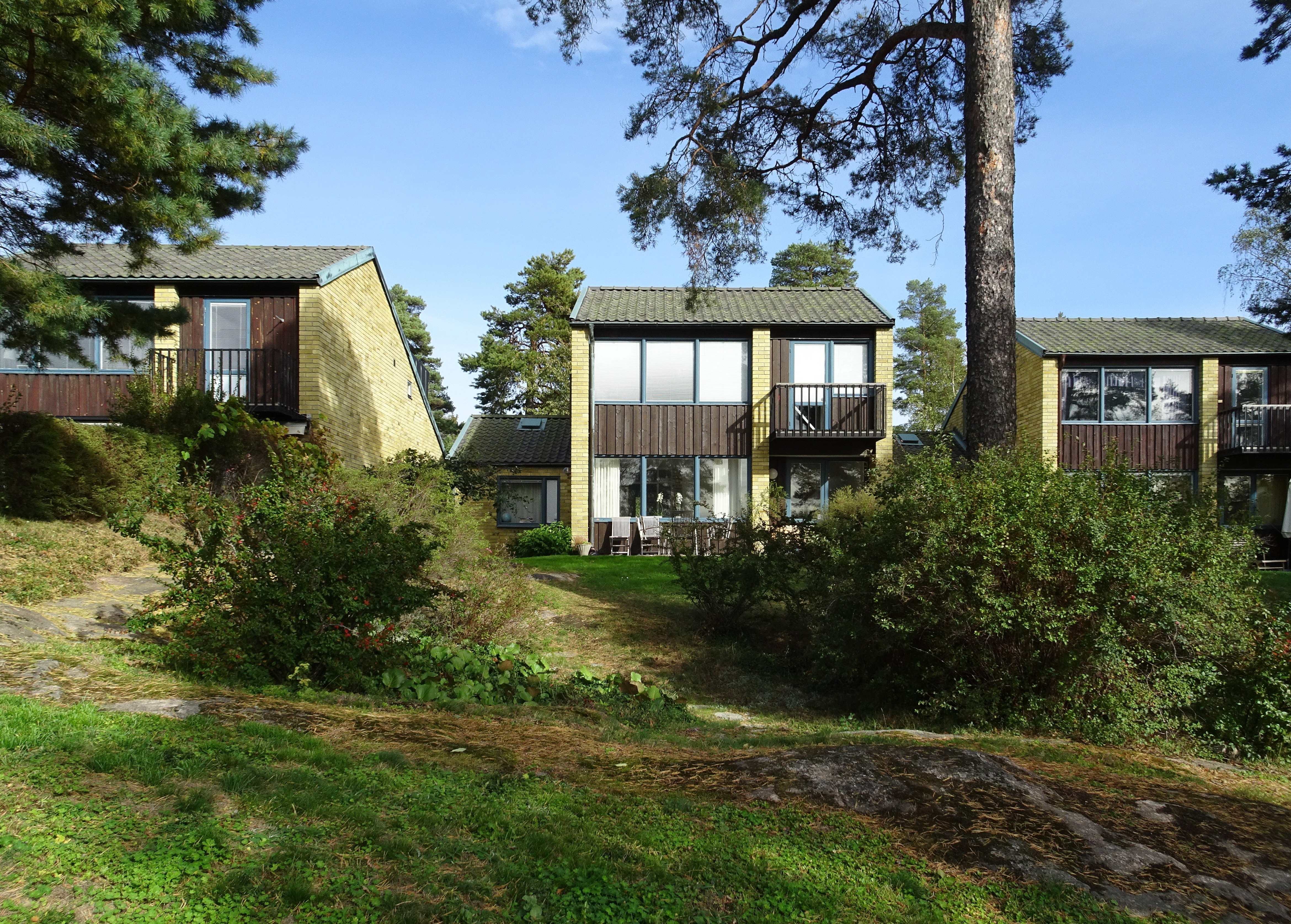
Mälarblik.
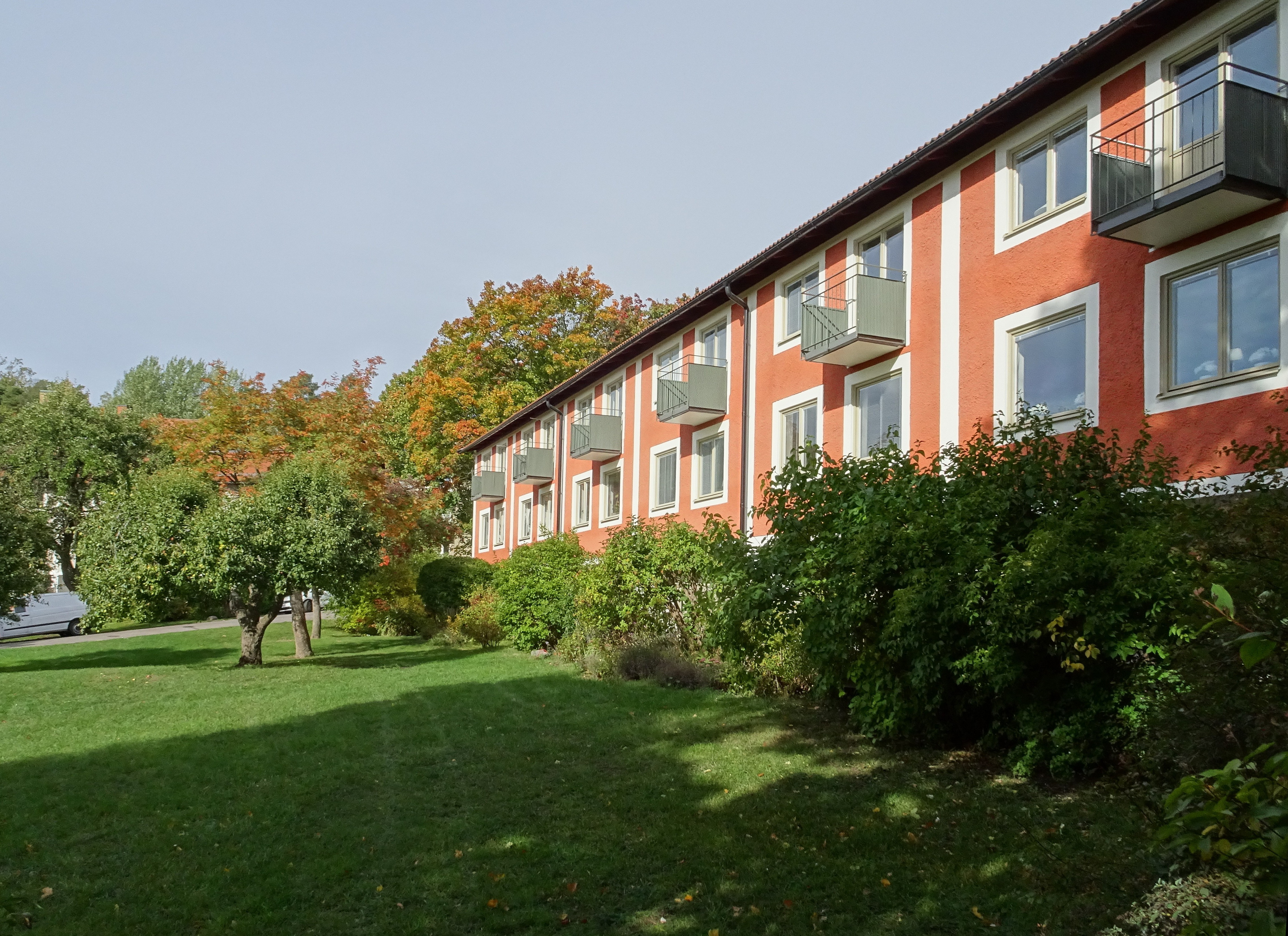
Rastvägen
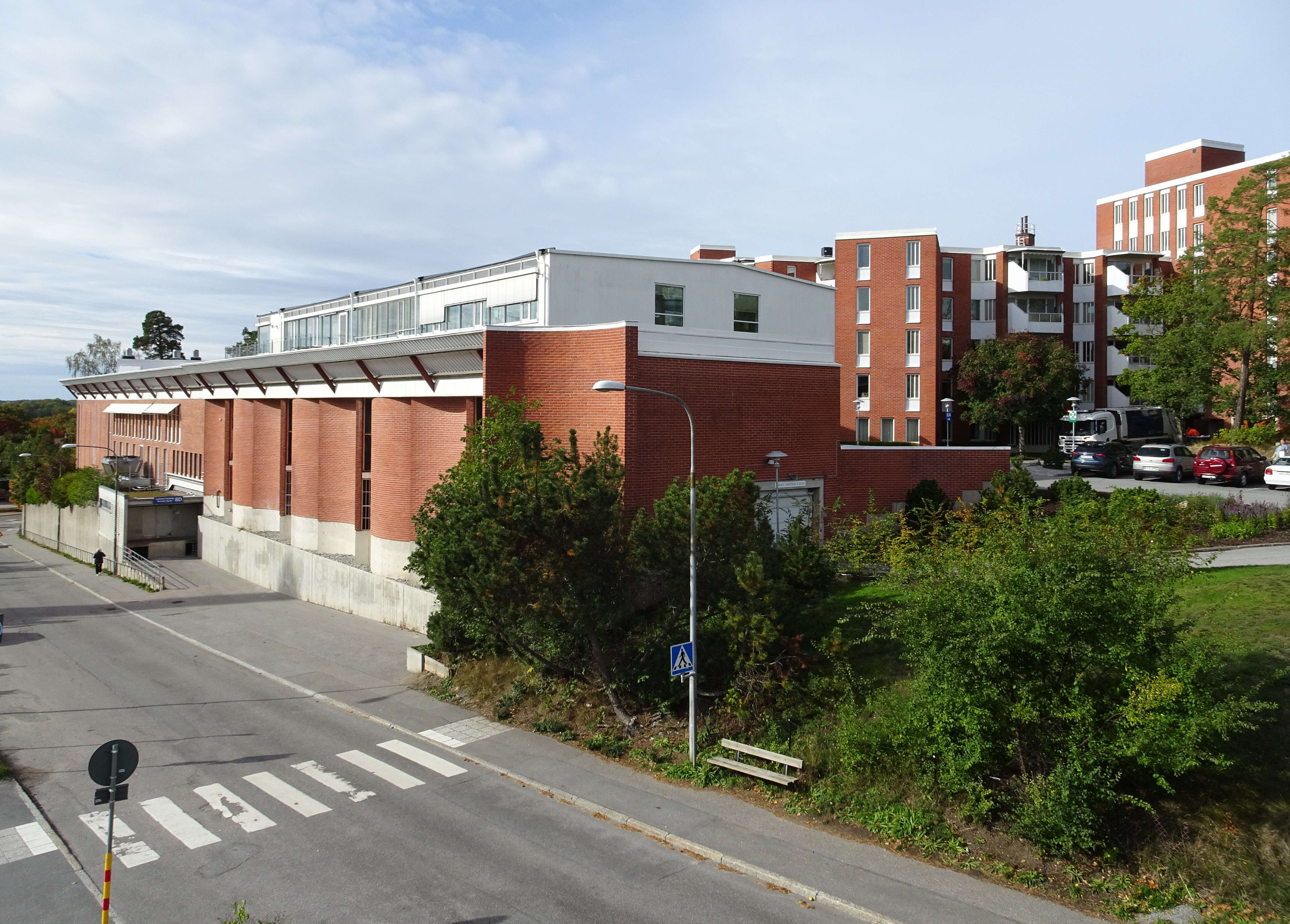
Nockebyhus.

## Nature et loisirs
Nockebyhov est limitrophe au sud-ouest du lac Mälaren. 
La plage est bordée par une zone forestière escarpée et non aménagée appelée Gubbkärrsskogen avec la promenade de la plage de Nockebyhov. 
La promenade de la plage s'étend d'Ängbybadet au nord jusqu'au pont de Nockeby au sud. 
Les bains d'Ängbybadet se trouve à la frontière entre Nockebyhov et Södra Ängby.
Les bains ont déjà été inaugurés en 1936. 
Au nord de Gubbkärrsvägen, Nockebyhov n'est pas construit. 
La réserve naturelle de Judarskogen (sv) s'y étend autour du petit lac Judarn.

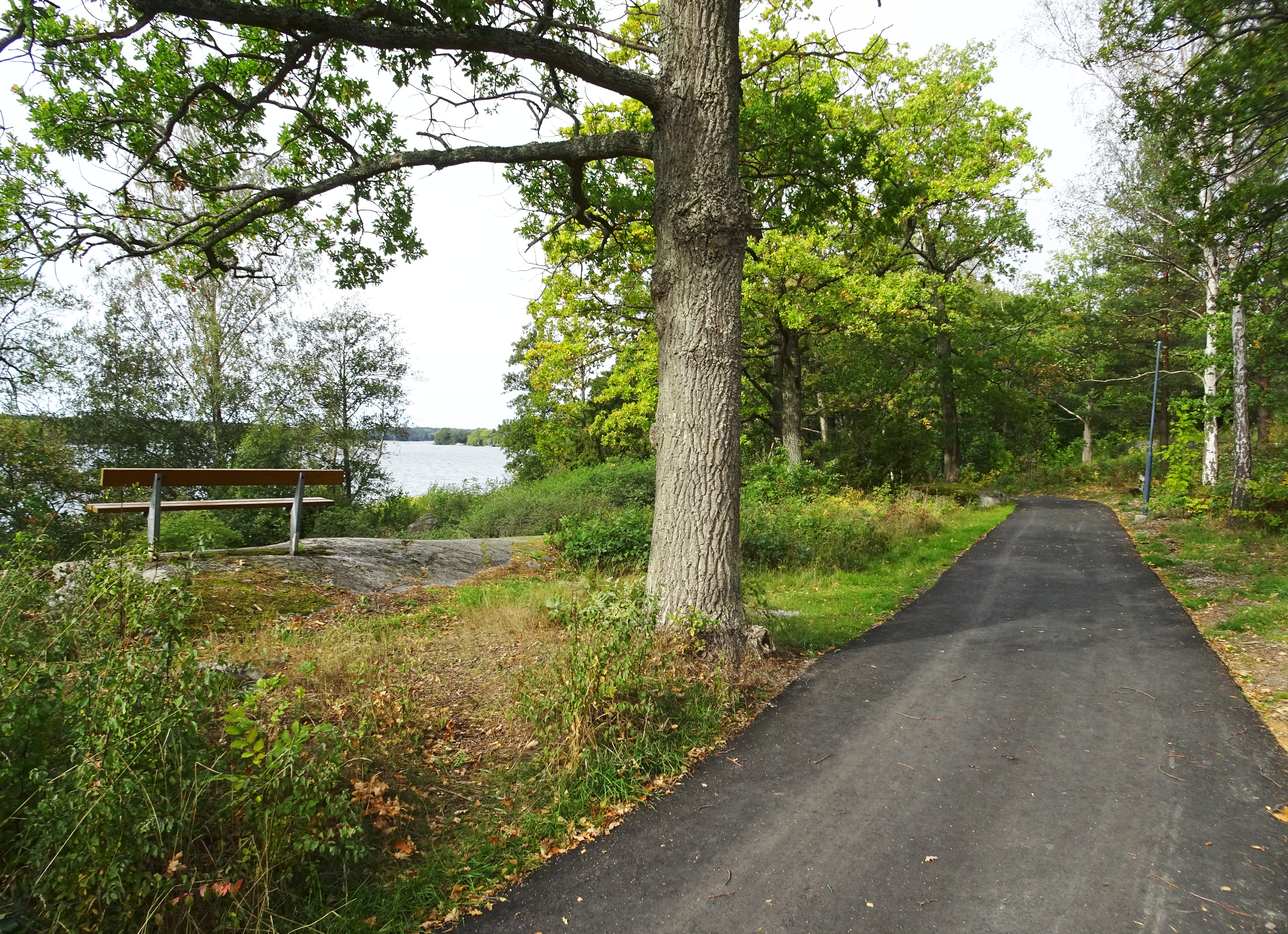
Promenade de Nockebyhov.
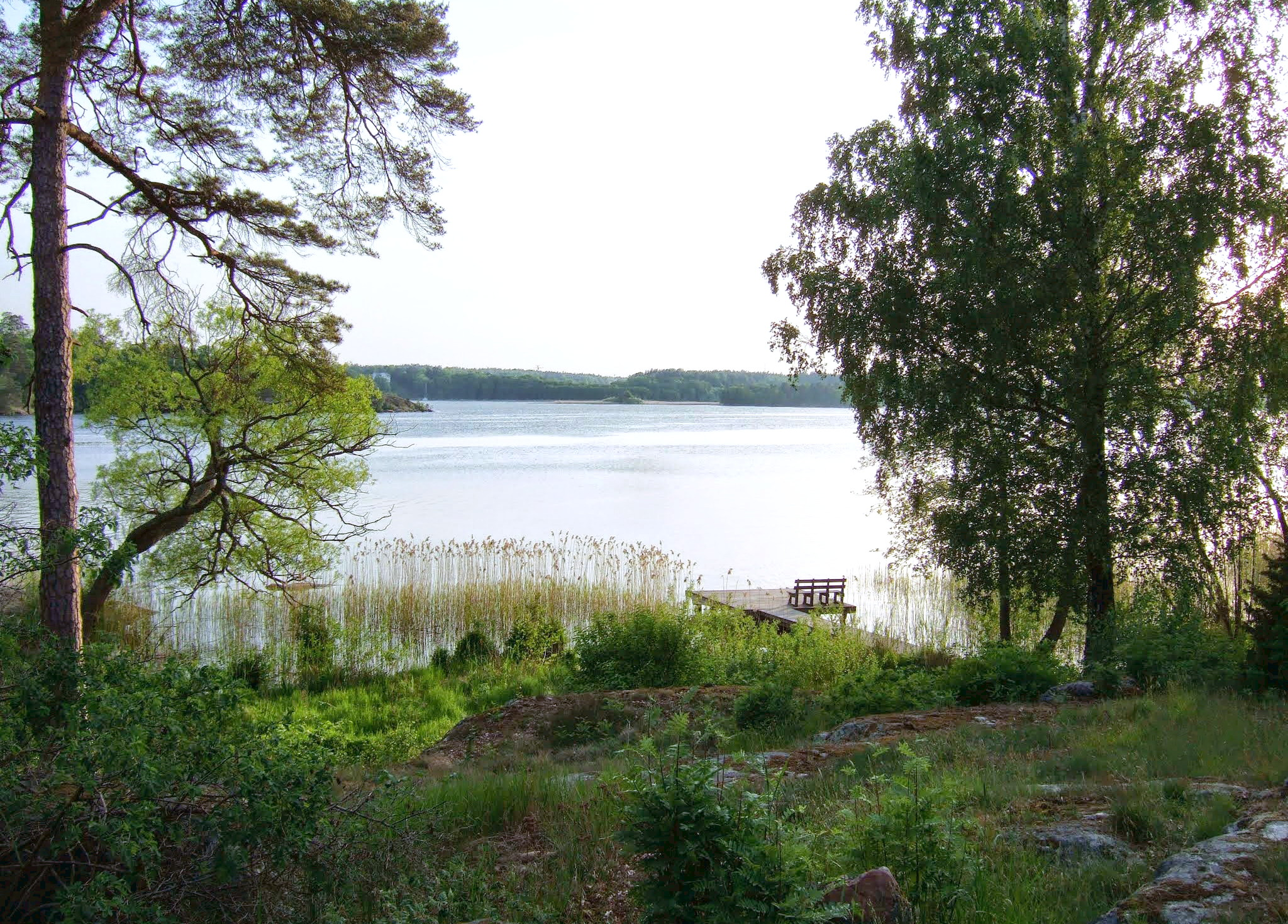
Vue du lac Mälaren depuis la promenade de Nockebyhov.
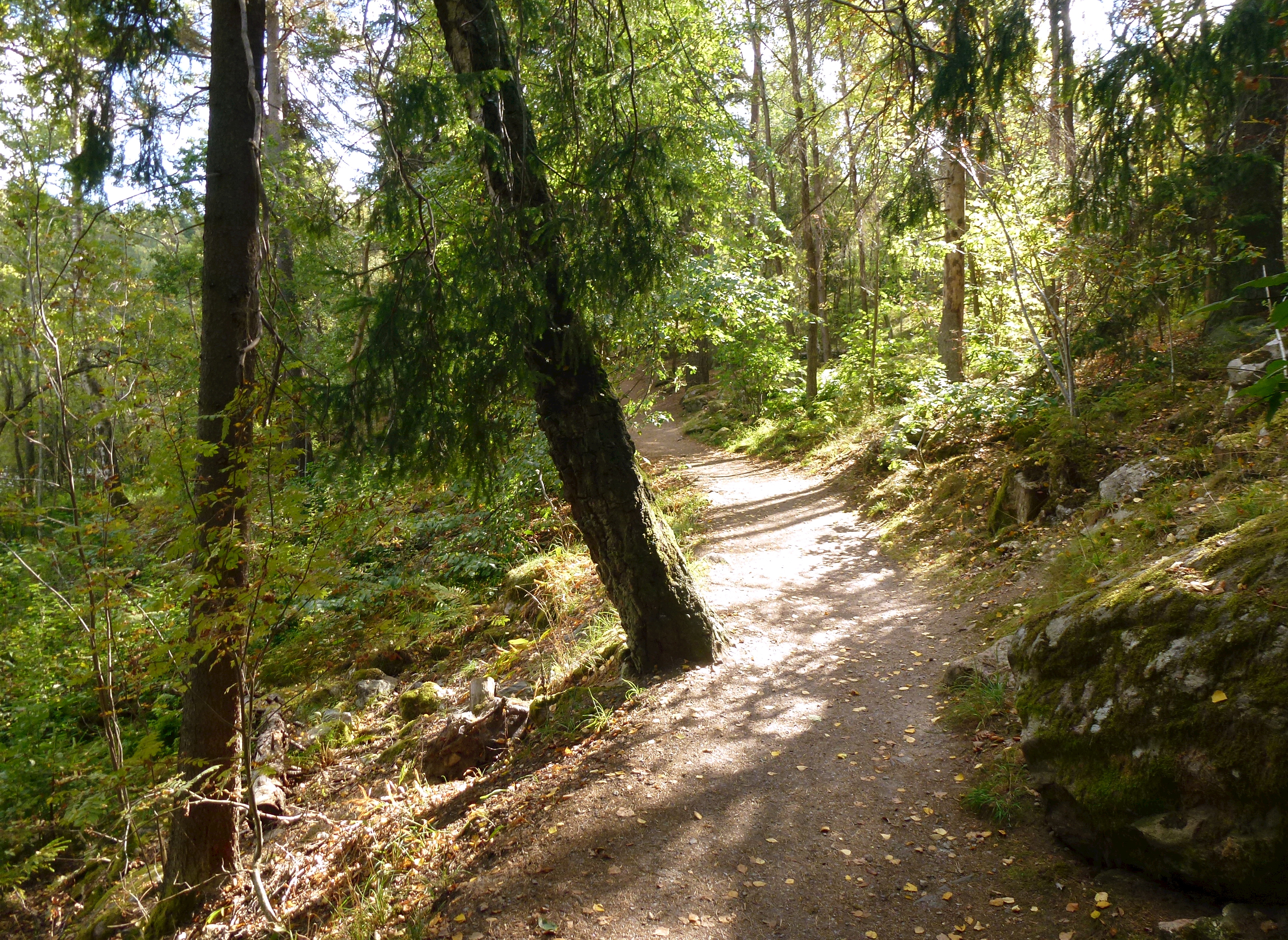
Sentier de randonnée de Judarskogen.
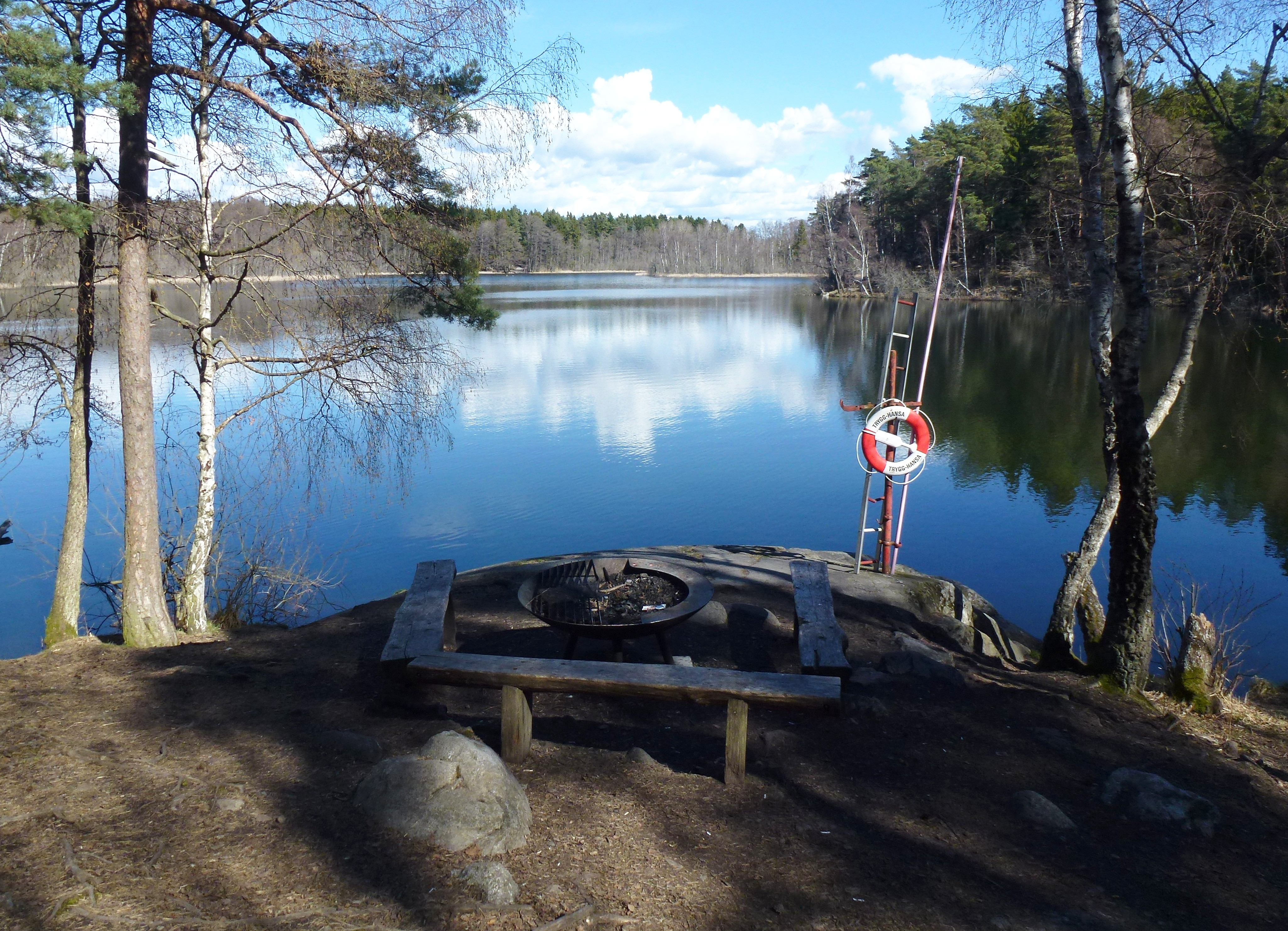
Espace barbecue au bord du lac Judarn.
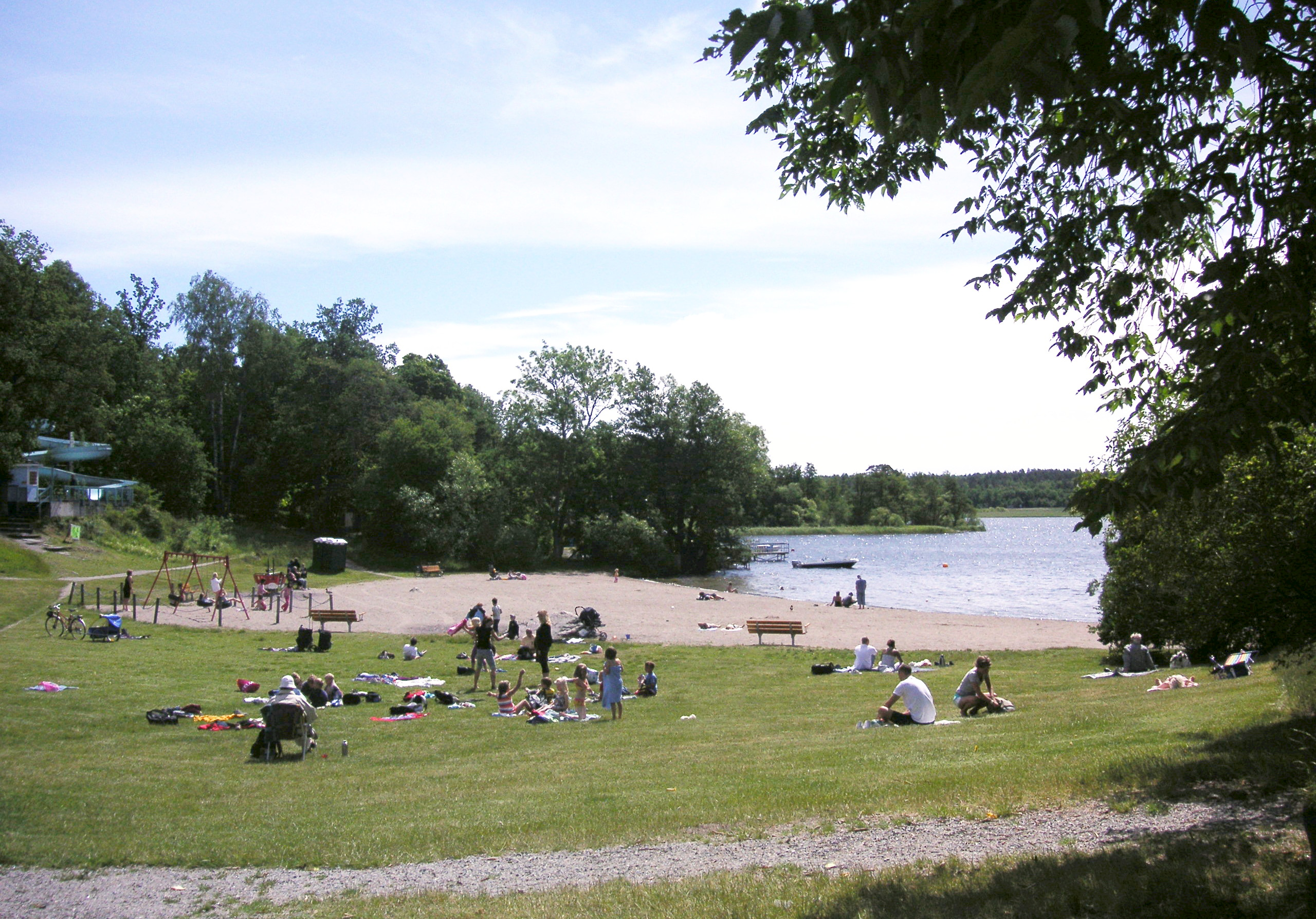
Ängbybadet.

## Transports
Nockebyhov est desservi par les bus 127, 176, 177, 198 et 323.